# 東明大貴
東明 大貴（とうめい だいき、1989年6月15日 - ）は、岐阜県岐阜市出身の元プロ野球選手（投手、右投右打）。

## 経歴

### プロ入り前
小学生時代に地元の厚見スポーツ少年団に所属したが、チームは6年間に3回しか勝てなかった。厚見中学校で軟式野球部に所属した後に、富田高へ進学。1年の秋からエースになったが、高校時代は地方大会で一度も初戦を突破できなかった。
スポーツ推薦ではなくAO入試で桐蔭横浜大学へ進学すると、神奈川大学野球のリーグ戦に1年時の春から登板。後に球速を大きく伸ばすなど急成長を遂げ、同年の秋季リーグ戦では、ベストプレーヤー賞を受賞した。2年時の春には、チームをリーグ戦初優勝と全日本大学野球選手権大会への進出に導いたが、故障のため選手権大会では登板の機会はなかった。3年時の春には、リーグMVPと最優秀投手賞を獲得し、前年に続いてチームのリーグ優勝と選手権大会出場に貢献。選手権大会では、愛知学院大学との1回戦で浦野博司、慶應義塾大学との2回戦で福谷浩司と投手戦を展開した。2回戦では7回1死まで慶応大学打線を無安打に抑えていたが、終盤に勝利を逃した。4年時の秋には、2度目のリーグMVPを獲得。東海大学との明治神宮大会代表決定戦で菅野智之との投げ合いを制したが、同大会では初戦敗退を喫した。
桐蔭横浜大学への在学中には、リーグ戦52試合に登板。通算投球イニング371回2/3、30勝11敗、234奪三振、防御率1.86を記録し、ベストナインにも4回選ばれた。4年時の秋にはプロ志望届を提出したが、2011年のNPBドラフト会議でどの球団からも指名されず、卒業後に富士重工業へ入社した。
富士重工業では、入社1年目の第83回都市対抗野球大会予選でMVPを受賞。チームを北関東第1代表として本大会の出場に導き、本大会でも登板した。NPBドラフト会議での指名対象期間に再び入った2年目には、JABA静岡大会でチームの準優勝に貢献し、敢闘賞を受賞した。チームは2年連続の都市対抗野球本大会出場を逃したものの、夏場からコーチに復帰した阿部次男の下で急成長を遂げ、日立製作所の補強選手として本大会に参加した。2013年のNPBドラフト会議で、オリックス・バファローズから2巡目で指名。契約金8,000万円、年俸1,200万円（金額は推定）という条件で入団した。背番号は26。
オリックスからの指名の直後には、富士重工業の投手として第39回社会人野球日本選手権大会に出場。JR九州との1回戦と三菱重工広島との準決勝で完封勝ちを収め、チームが0 - 1というスコアで惜敗したかずさマジックとの決勝でも救援登板で無失点に抑えるなど、通算投球イニング20回2/3で1点も失わなかった。

### オリックス時代
2014年、同期入団の吉田一将・大山暁史とともに、春季キャンプから一軍に帯同。オープン戦でも好投を続け、救援要員として、大山と共に開幕を一軍で迎えた。オリックスで複数の新人投手が開幕一軍入りを果たしたのは、2004年の歌藤達夫・野村宏之以来10年ぶりであった。3月28日に、北海道日本ハムファイターズとの開幕戦（札幌ドーム）で、同点の延長12回裏に7番手投手として公式戦にデビュー。打者2人に1被安打1与四球で満塁のピンチを招くと、小谷野栄一にサヨナラ安打を許し、チームは2年連続開幕戦でサヨナラ負け（2リーグ分立後のNPB史上初の記録）を喫した。一軍5試合目の登板であった4月17日の対日本ハム戦（ほっともっとフィールド神戸）では、4回表から6回表までの救援によって、プロ入り初勝利を挙げた。当日は、又吉克樹（中日ドラゴンズ）と豊田拓矢（埼玉西武ライオンズ）も一軍公式戦でプロ初勝利を記録。NPBの一軍公式戦で、3人の新人投手が同じ日に初勝利を挙げた事例は59年ぶりであった。5月下旬から先発要員に転向。阪神甲子園球場での人生初登板になった6月7日の対阪神タイガース戦で、先発初勝利を挙げた。一軍公式戦では、7月に5敗を喫したが、8月に先発登板3試合で3勝を記録。シーズン通算では、同期の吉田一将と並んで5勝を挙げた。
2015年、公式戦の開幕直後から一軍先発陣の一角に定着した。前半戦は体調不良などの影響で3勝にとどまったが、8月中旬から4連勝。9月9日の対西武戦（西武プリンスドーム）では、プロ入り後初の10勝目を被安打2のプロ初完投・初完封勝利で記録し、連勝を5に伸ばした。シーズン通算では10勝8敗、防御率3.35という成績を残した。
2016年、一軍公式戦へのシーズン初登板であった3月30日の対日本ハム戦（札幌ドーム）に、先発投手としてシーズン初勝利を挙げた。以降の登板では、「四球から失点を招く」というパターンで勝ち星を上乗せできず、前半戦だけで7敗を喫した。シーズン中には、中継ぎ要員への転向や二軍での調整を経験。8月9日の対福岡ソフトバンクホークス戦（京セラドーム大阪）では、先発投手・西勇輝の故障による緊急降板を受けて救援し、3回を無失点に抑えてプロ初ホールドを記録した。後に西の戦線離脱で先発要員に復帰したが、前述のパターンを脱するまでに至らず、一軍監督の福良淳一からは再三にわたって「負ける投手の典型」との苦言を呈された。一軍公式戦では前述の1勝を挙げた後に、10連敗でシーズンを終了。終了後の11月8日に、右肘関節のクリーニング手術を受けた。
2017年、一軍公式戦3試合に登板しただけで、勝敗は付かなかった。シーズン中の8月25日に右肘のクリーニング手術を再び受けてからは、実戦に復帰せずリハビリに専念した。
2018年、シーズン中盤まで二軍で調整。調整中に登板したウエスタン・リーグ公式戦では、20試合で1勝6敗と白星に見放されていた。一軍公式戦4試合目の登板であった9月12日の対西武戦（ほっともっとフィールド神戸）で、一軍公式戦としては2016年の初登板以来2年半ぶりの白星を挙げ、同年4月から続いていた自身の連敗を12で止めた。シーズン最終登板であった9月28日の対日本ハム戦（京セラドーム）では、1-2という僅差のスコアで黒星が付いたものの、前年の手術後最も多い107球で7回2失点と好投。シーズン通算の防御率を2.27にとどめた。
2019年、3年ぶりに開幕一軍入りを果たすと、3月30日に日本ハムとの開幕カード第2戦（札幌ドーム）に先発。前年までのチームメイトで、「自主トレーニングなどでお世話になった」という金子弌大と公式戦で初めて投げ合ったが、両者とも勝敗が付かず引き分けに終わった。4月下旬までは4試合の先発登板で1勝を挙げたものの、5月からは二軍で調整。7月上旬に救援要員として一軍へ復帰してからは、3試合に登板したのみでシーズンを終えた。
2020年は、一軍での登板が2試合にとどまり、11月4日に戦力外通告を受けた。現役続行を希望し、12球団合同トライアウトに参加していた。

### オリックス退団後
2022年1月、城北不動産へ社員として入社。同社には元プロ野球選手の鎌田祐哉がおり、入社の動機になったという。

## 選手としての特徴
富士重工業時代に最速で153km/hを計測していたストレートと、カーブ、スライダー、チェンジアップ、フォークなどの変化球が持ち味で、カーブとスライダーへの評価が特に高い。
投球フォームはスリークォーターで、テイクバックの際に右腕が大きく背中の後ろに入ることから、打者には球の出所が見えにくくなっている。

## 詳細情報

### 年度別投手成績
| 年 度     | 球 団      | 登 板 | 先 発 | 完 投 | 完 封 | 無 四 球 | 勝 利 | 敗 戦 | セ 丨 ブ | ホ 丨 ル ド | 勝 率 | 打 者 | 投 球 回 | 被 安 打 | 被 本 塁 打 | 与 四 球 | 敬 遠 | 与 死 球 | 奪 三 振 | 暴 投 | ボ 丨 ク | 失 点 | 自 責 点 | 防 御 率 | W H I P |
| --------- | ---------- | ----- | ----- | ----- | ----- | -------- | ----- | ----- | -------- | ----------- | ----- | ----- | -------- | -------- | ----------- | -------- | ----- | -------- | -------- | ----- | -------- | ----- | -------- | -------- | ------- |
| 2014      | オリックス | 26    | 16    | 0     | 0     | 0        | 5     | 7     | 0        | 0           | .417  | 437   | 99.2     | 93       | 11          | 45       | 1     | 4        | 80       | 2     | 0        | 44    | 42       | 3.79     | 1.38    |
| 2015      | オリックス | 25    | 25    | 2     | 1     | 0        | 10    | 8     | 0        | 0           | .556  | 663   | 161.1    | 148      | 16          | 41       | 2     | 5        | 118      | 3     | 1        | 61    | 60       | 3.35     | 1.17    |
| 2016      | オリックス | 24    | 19    | 0     | 0     | 0        | 1     | 10    | 0        | 1           | .091  | 567   | 122.0    | 157      | 13          | 54       | 2     | 3        | 100      | 5     | 0        | 70    | 67       | 4.94     | 1.73    |
| 2017      | オリックス | 3     | 3     | 0     | 0     | 0        | 0     | 0     | 0        | 0           | ----  | 57    | 13.0     | 13       | 2           | 5        | 0     | 0        | 5        | 0     | 0        | 6     | 6        | 4.15     | 1.38    |
| 2018      | オリックス | 7     | 7     | 0     | 0     | 0        | 1     | 4     | 0        | 0           | .200  | 153   | 39.2     | 35       | 1           | 3        | 0     | 1        | 24       | 0     | 0        | 10    | 10       | 2.27     | 0.96    |
| 2019      | オリックス | 7     | 4     | 0     | 0     | 0        | 1     | 1     | 0        | 0           | .500  | 91    | 19.0     | 20       | 5           | 16       | 0     | 1        | 9        | 0     | 0        | 15    | 15       | 7.11     | 1.89    |
| 2020      | オリックス | 2     | 0     | 0     | 0     | 0        | 0     | 0     | 0        | 0           | ----  | 14    | 3.2      | 4        | 1           | 1        | 0     | 0        | 1        | 0     | 0        | 2     | 2        | 4.91     | 1.36    |
| 通算：7年 | 通算：7年  | 94    | 74    | 2     | 1     | 0        | 18    | 30    | 0        | 1           | .375  | 1982  | 458.1    | 470      | 49          | 165      | 5     | 14       | 337      | 10    | 1        | 208   | 202      | 3.97     | 1.39    |

### 年度別守備成績
| 年 度 | 球 団      | 投手  | 投手  | 投手  | 投手  | 投手  | 投手     |
| 年 度 | 球 団      | 試 合 | 刺 殺 | 補 殺 | 失 策 | 併 殺 | 守 備 率 |
| ----- | ---------- | ----- | ----- | ----- | ----- | ----- | -------- |
| 2014  | オリックス | 26    | 6     | 19    | 0     | 1     | 1.000    |
| 2015  | オリックス | 25    | 6     | 20    | 2     | 0     | .929     |
| 2016  | オリックス | 24    | 7     | 18    | 0     | 2     | 1.000    |
| 2017  | オリックス | 3     | 1     | 2     | 0     | 0     | 1.000    |
| 2018  | オリックス | 7     | 0     | 3     | 1     | 0     | .750     |
| 2019  | オリックス | 7     | 0     | 4     | 0     | 1     | 1.000    |
| 2020  | オリックス | 2     | 0     | 0     | 0     | 0     | ----     |
| 通算  | 通算       | 94    | 20    | 66    | 3     | 4     | .966     |

### 記録
投手記録
- 初登板：2014年3月28日、対北海道日本ハムファイターズ1回戦（札幌ドーム）、12回裏無死に7番手で救援登板、0/3回無失点[注 1]
- 初奪三振：2014年4月13日、対福岡ソフトバンクホークス2回戦（福岡 ヤフオク!ドーム）、7回裏に李大浩から見逃し三振
- 初勝利：2014年4月17日、対北海道日本ハムファイターズ6回戦（ほっともっとフィールド神戸）、4回表に2番手で救援登板、2回1/3を無失点
- 初先発登板：2014年5月21日、対阪神タイガース2回戦（京セラドーム大阪）、3回2/3を3失点で勝敗つかず[34]
- 初先発勝利：2014年6月7日、対阪神タイガース4回戦（阪神甲子園球場）、5回1失点
- 初完投・初完投勝利・初完封勝利：2015年9月9日、対埼玉西武ライオンズ20回戦（西武プリンスドーム）、9回2被安打7奪三振
- 初ホールド：2016年8月9日、対福岡ソフトバンクホークス16回戦（京セラドーム大阪）、6回裏に2番手で救援登板、3回無失点

打撃記録
- 初安打：2015年6月3日、対読売ジャイアンツ2回戦（東京ドーム）、3回表に大竹寛から左前安打
- 初打点：2016年6月3日、対東京ヤクルトスワローズ1回戦（明治神宮野球場）、2回表に小川泰弘から中前適時打

### 背番号
- 26（2014年 - 2020年）

### 登場曲
- 「タマシイレボリューション」Superfly